# 還俗
還俗（巴利語：Uppabbajita；英語：Secularize），佛教用語，指出家人捨棄出家戒律和出家人身份，復還世俗身份。

## 詞源
梵語和巴利語Uppabbajati的詞根ud（उद्）或ut（उत्），爲退出、向外、往上的意思，來自原始印歐語*ud-，和英語out是同源詞。ud + pabbajati爲退出秩序，退出戒律的意思。其動詞形式uppabbājeti，使動形式uppabbajāpeti。

## 概论
還俗原本是指僧尼因為破戒，依律被遂出僧團而返回俗家，恢復世俗人士的身份，故稱還俗。若因個人諸多因素，自願捨戒離開僧團而返回俗家，恢復世俗人士的身份，則稱為歸俗，也稱反俗（返俗） 。但到了後來，還俗也包含有歸俗的意思在內了，不一定是指負面的意思。另外還有一種情況是，因為歷代的禁佛、廢佛活動等政治因素，下令全國的僧尼還俗，例如三武灭佛。反之，也有因非自願的情況下出家，直到獲得准允後才得以還俗，例如後宮的嬪妃、隨侍的奴婢，以及年幼的子女（送去佛寺當小沙彌）等。
至於佛教允許比丘還俗的次數，可以有三次機會，一說是七次；但比丘尼則僅能還俗一次。

## 其他宗教
除了佛教，在道教中的道士、女冠也常有還俗的情況發生。另外，西方宗教的修道者如修士、修女等不再繼續修道時，中文亦稱為還俗。中外歷史上，許多宗教皆有因受到政治力的介入，而遭到主政者下令拆毀宗教建築物、禁止傳教、強迫還俗的事況發生，造成宗教災難（簡稱教難，佛教徒則多稱為法難），是屬於宗教迫害的其中一種形式。

## 歷史上還俗的知名人物

### 中國
- 蕭衍
- 武则天
- 楊太真
- 朱元璋

## 外部連結
- 藍吉富《中華佛教百科全書》 （页面存档备份，存于）